# 井伊直義
井伊 直義（いい なおよし）は、戦国時代の武将。今川氏の家臣。遠江国引佐郡井伊谷城主・井伊直平の四男。

## 人物
井伊氏は遠江の国人であるが、父直平と共に今川義元に仕えた。長兄直宗の嫡男で甥にあたる直盛に男子がいなかったため、もう一人の兄直満の子・直親を養嗣子にする約束をしたが、直親が家督相続することを嫌う家臣の反感を買った。井伊家家老・小野政直が今川義元に讒言したため、天文13年（1544年）12月23日、兄・直満と共に義元のいる駿府に呼び出されて殺害された。